# Frederique Derkx
Frederique Derkx (Geldrop, 20 februari 1994) is een Nederlands hockeyster.
Derkx debuteerde op 5 juni 2012 tijdens een wedstrijd op een oefentoernooi tegen Australië (2-1 winst). De jonge verdedigster viel af voor de Olympische Spelen van 2012, maar behoort in 2013 na het vertrek van een aantal routiniers tot de selectie. Derkx speelde clubhockey bij Den Bosch en Oranje Zwart. Met Den Bosch werd ze meerdere malen landskampioen en winnaar van de Europacup I. Op dit moment speelt ze bij SCHC. Ze begon haar hockeycarrière bij Hockey Heeze en won goud met het Nederlands jeugdelftal tijdens de eerste Olympische Jeugdspelen van 2010 in Singapore. In 2014 won ze goud met het Nederlands team op de WK Hockey in Den Haag. In oktober 2016 maakte Derkx bekend noodgedwongen te moeten stoppen als international vanwege haar rug.
In het Nederlands hockey damesteam speelt eveneens haar nicht, Valerie Magis. Haar zus, Charlotte Derkx, komt voor Oranje Zwart uit in de hoofdklasse.